# Moralismo
O moralismo é uma filosofia surgida no século XIX que se preocupa em imbuir a sociedade de um determinado conjunto de morais, geralmente de comportamento tradicional, mas também de “justiça, liberdade e igualdade”. Tem afetado fortemente a cultura norte-americana e britânica, tanto no que diz respeito a questões privadas como a unidade familiar e sexualidade, quanto a questões que passam para a praça pública, como o movimento da temperança.

## História
Ao rastrear as origens do moralismo, o sociólogo Malcolm Waters escreve que "o moralismo surgiu de um choque entre o caráter irrestrito do expansionismo de fronteira, uma classe média, ênfase protestante na respeitabilidade cultivada em pequenas cidades da América e um evangelismo igualitário e anti-intelectual entre fragmentar grupos protestantes. "
No século XIX as questões de abolição e temperança formaram os "pilares gêmeos" do moralismo, tornando-se populares por meio das igrejas cristãs nos Estados Unidos, tanto protestantes quanto católicas romanas. O moralismo promovido por algumas denominações cristãs, como os quakers, manifestou-se em amplo apoio ao abolicionismo.
A ascensão do pós-milenalismo no século XIX "encorajou uma cultura geral do moralismo protestante e empurrou-o para uma série de movimentos de reforma social, desde o antiescravismo e o abolicionismo (liberdade para os escravos agora), aos protestos contra a remoção dos índios, aos esforços contra a guerra e pela paz, aos direitos das mulheres, ao trabalho de temperança antes e depois da Guerra Civil. " Como tal, a campanha pelo sufrágio feminino, evidenciada pelo ethos de organizações como a Women's Christian Temperance Union (WCTU), foi altamente impulsionada pelo moralismo da época.
Na última parte do século XX, assim como no século XXI, os moralistas nos Estados Unidos voltaram sua atenção para defender o movimento pró-vida. Os moralistas também concentraram seus esforços em manter as leis azuis, como as que desencorajam as compras dominicais, de acordo com as crenças sabatistas do primeiro dia que tentam entrar em ressonância com as sensibilidades dos trabalhadores e sindicatos. O moralistas do século XXI também defendem guerras humanitárias.